# 理事官 (中華民國海軍)
理事官，現代軍職，在中華民國海軍各級艦設有理事官與副理事官，主要功能均為總理艦上事務。理事官由艦上軍官（艦長、副艦長、輔導長除外）每日輪流擔任，副理事官由艦上上士以上士官（士官督導長與每日輪流擔任警衛長的士官除外）每日輪流擔任。
2020年4月间的敦睦艦隊士官兵染疫风波报道中，提及艦隊理事官在船舶靠港後留有官兵上下舰艇的記錄，是为「理事官記錄簿」。